# آي مودي
آي مودي (الإيطالية: I Modi) ويعني الطُّرُق هو كتاب إباحي إيطالي شهير يعود إلى عصر النهضة تصور فيه العديد من الشخصيات التاريخية والميثولوجية في وضعيات غرامية. تم تدمير الإصدار الأول بشكل كامل من قبل الكنيسة الكاثوليكية، لكن بعض الإصدارات الأخرى بقيت محفوظة.
الفنان الذي قام بالرسومات هو ماركانتينو ريموندي الذي استوحى أعماله من أعمال جوليو رومانو, أحد تلاميذ رافائيل. بعد نشر الإصدار الأول تم سجن ريموندي من قبل الفاتيكان في 1524 لكن تم إطلاق سراحه نظراً لأن أعماله كانت مقصودة للإستهلاك الخاص وليس العام.

## المقتطفات

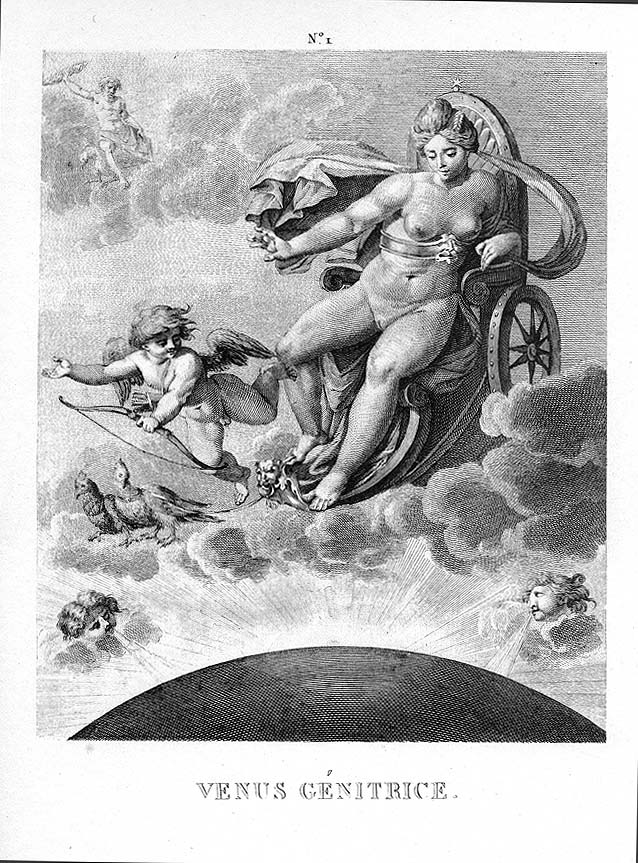
الربّة فينوس
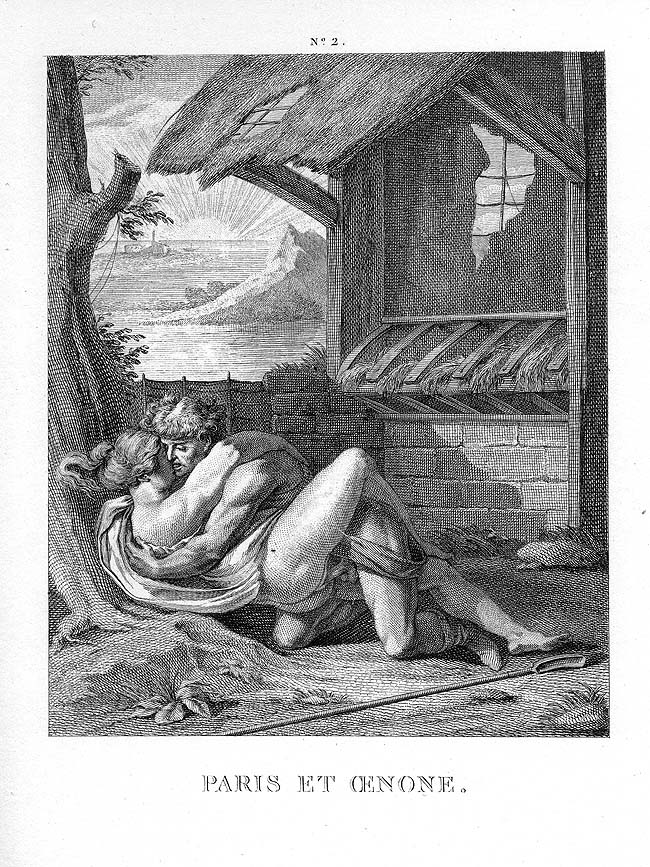
باريس وعشيقته
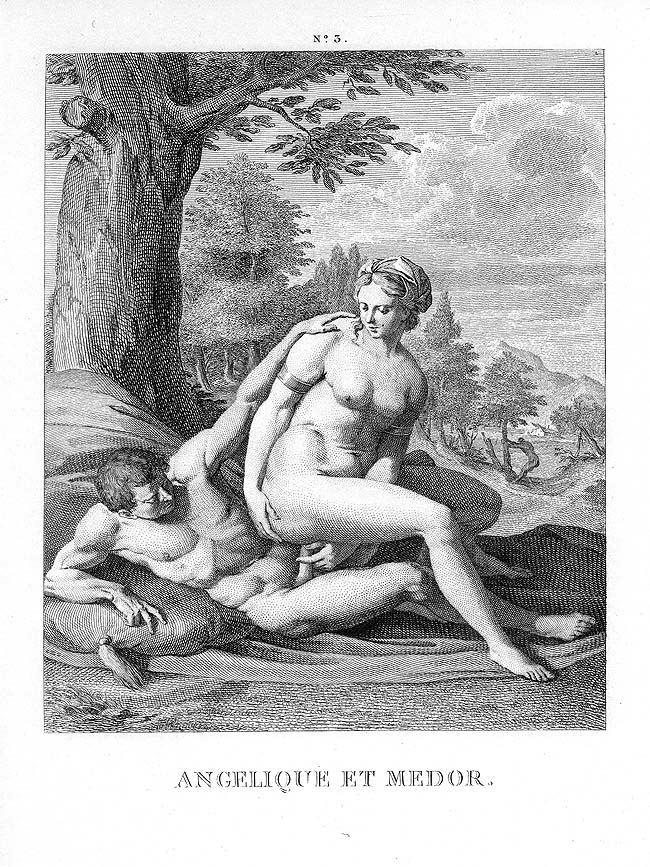
أنجليك وميدور
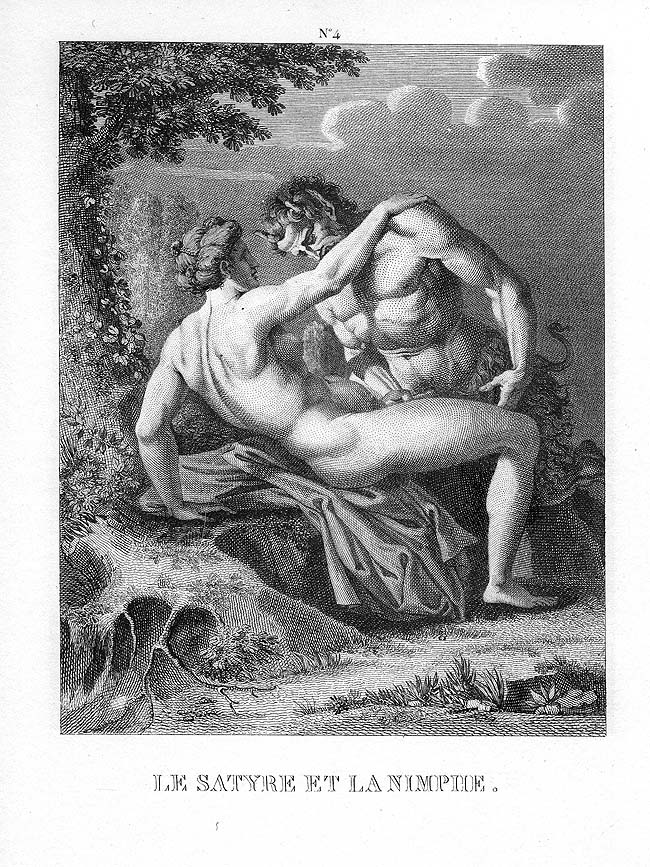
الساتير والحورية
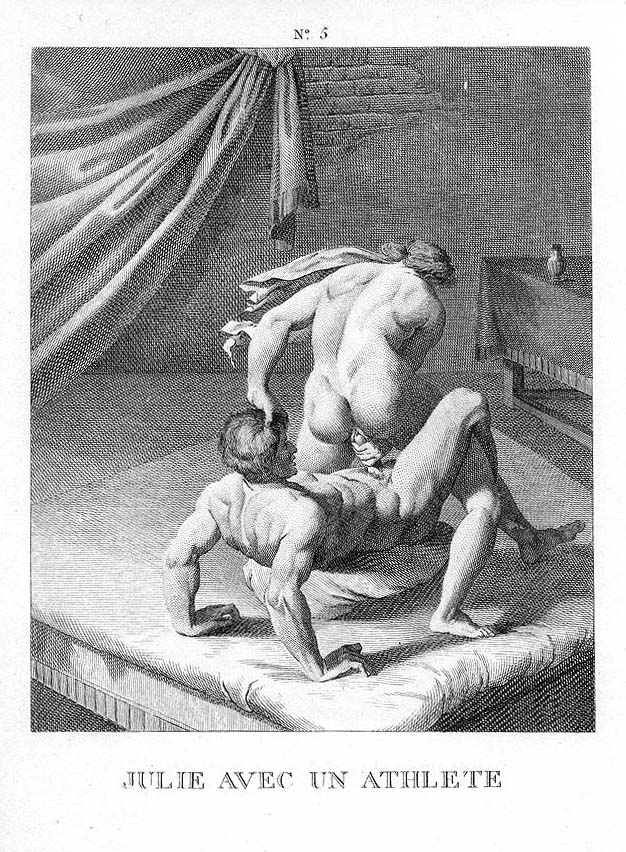
جوليا الكبرى ورياضيّ
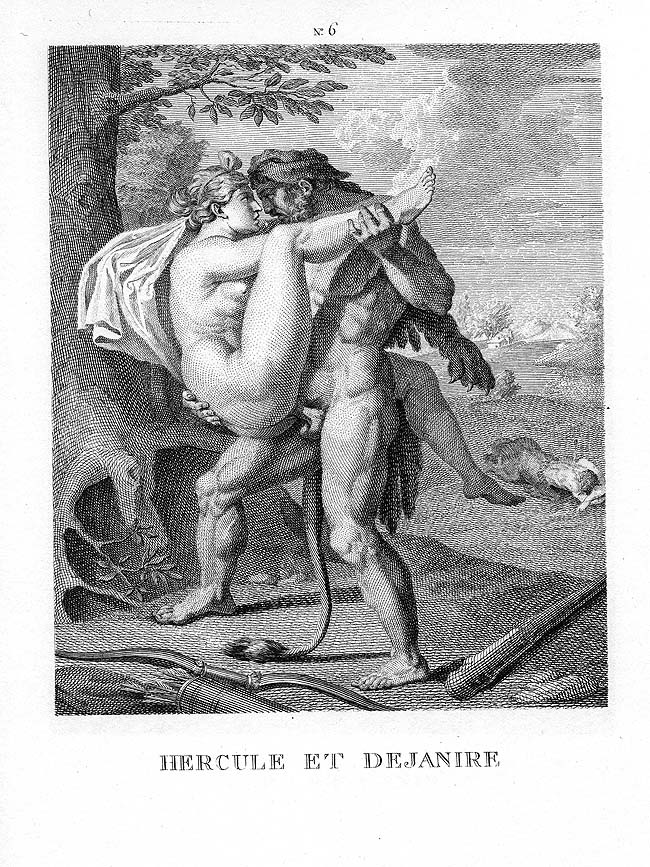
هرقل وديانيرا
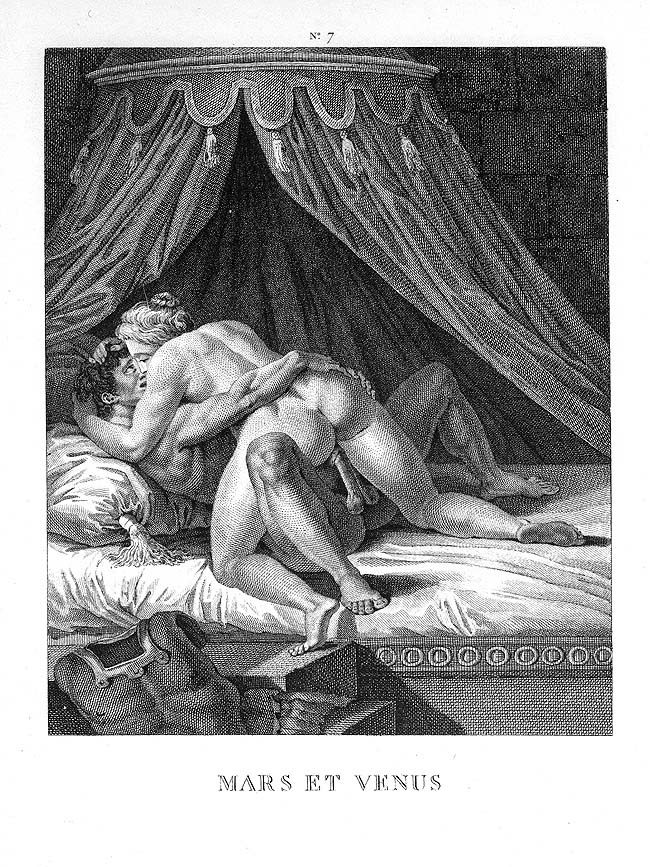
مارس وفينوس
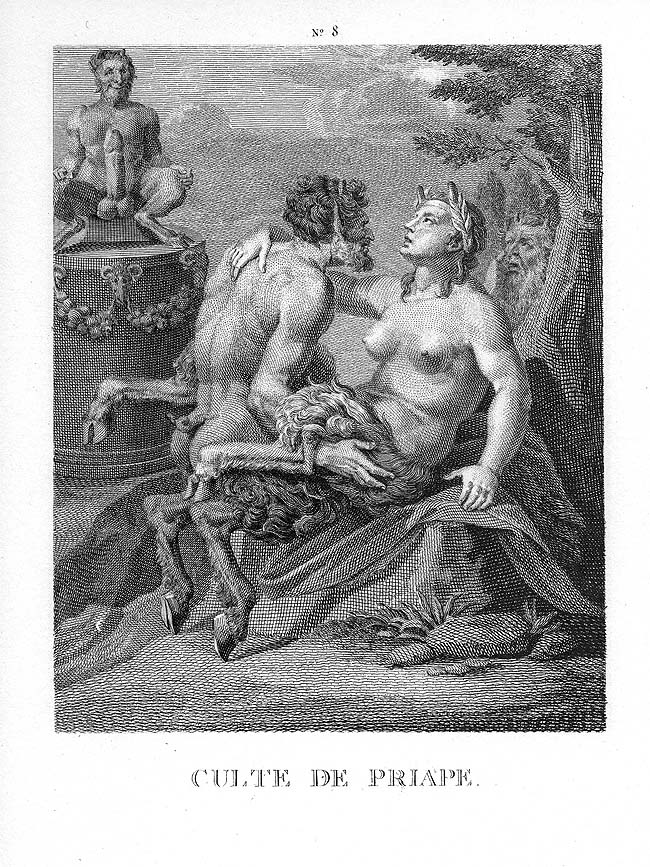
ساتير ينكح في معبد بريابوس
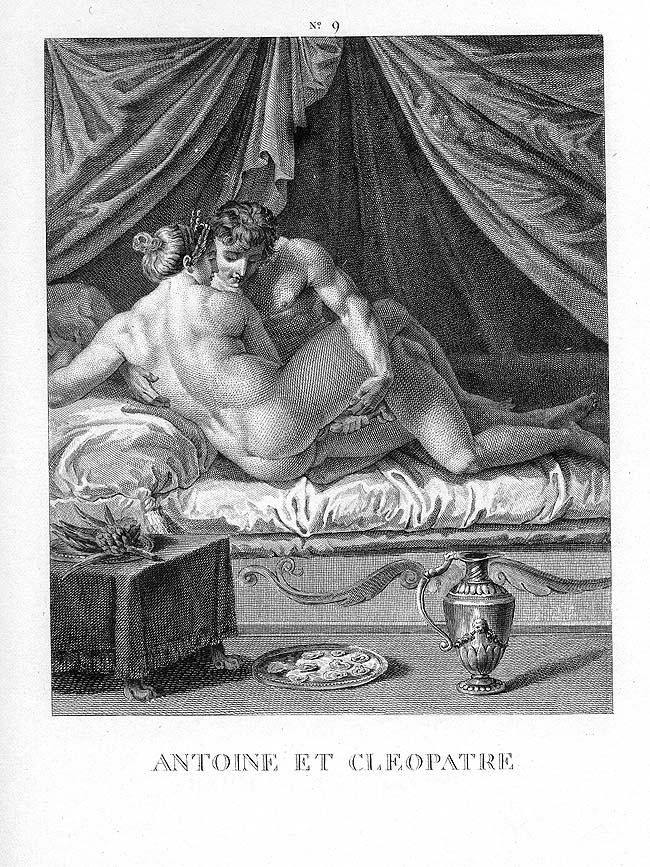
كليوباترا ومارك أنطوني
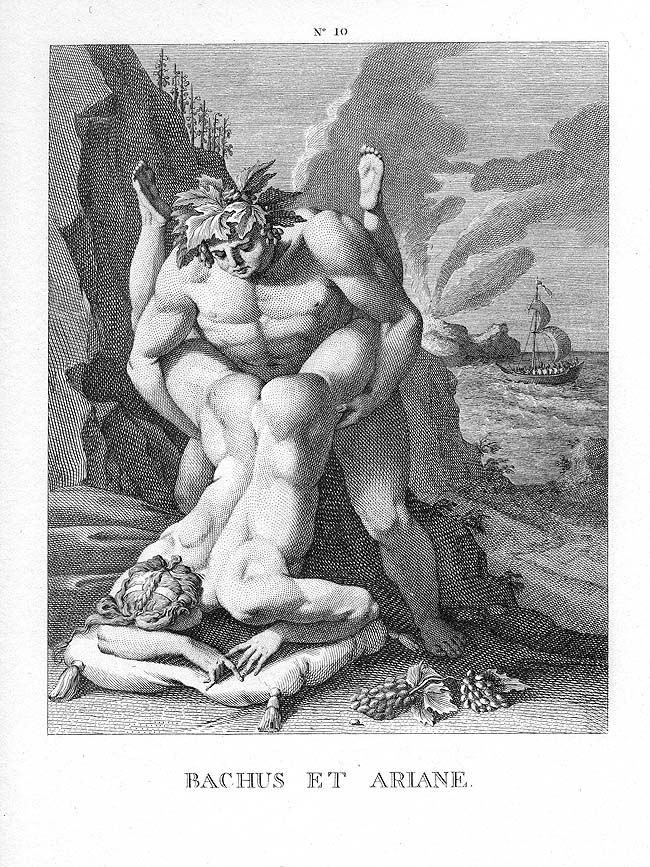
باخوس وأريادني
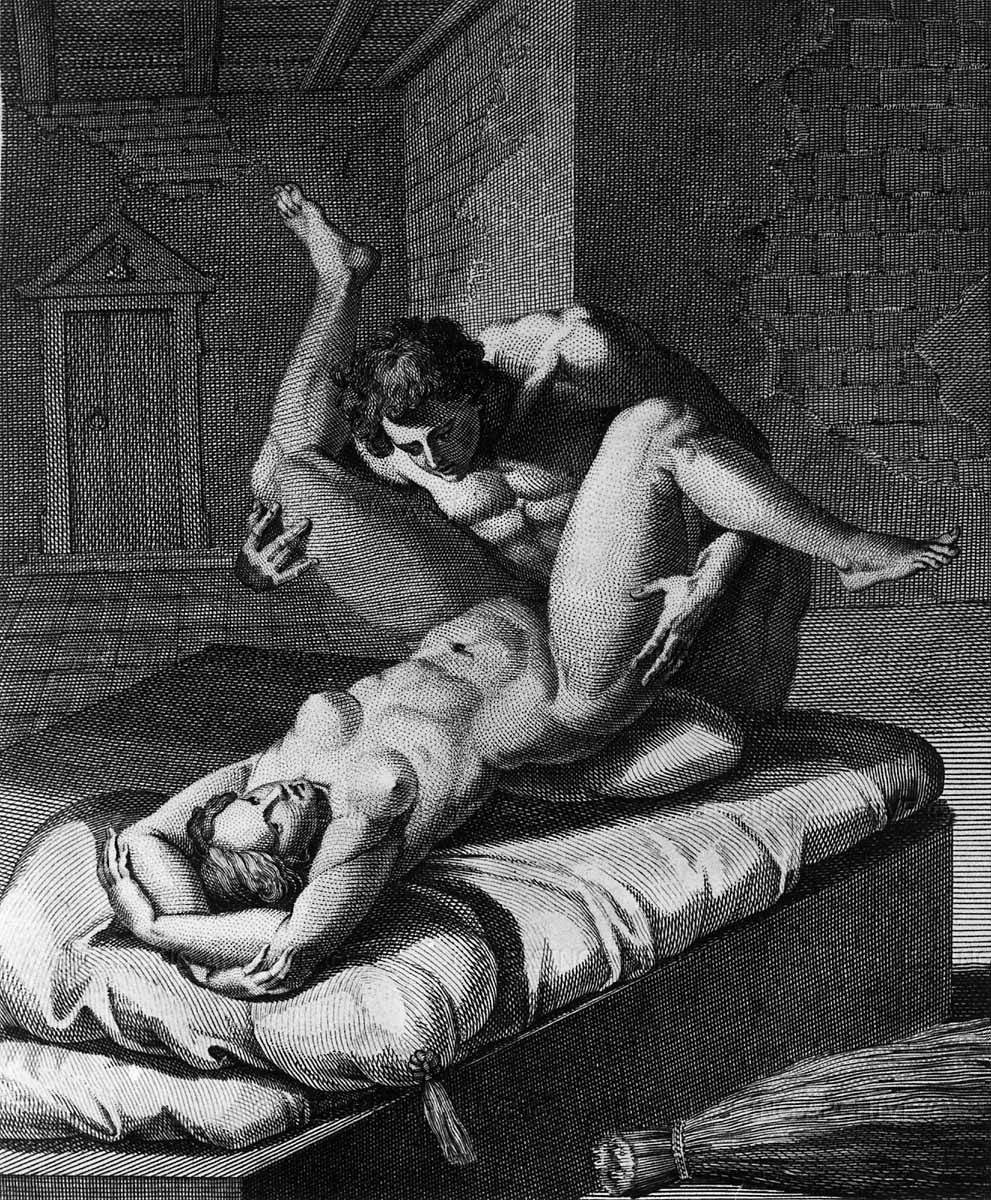
بولينوس وعشيقته
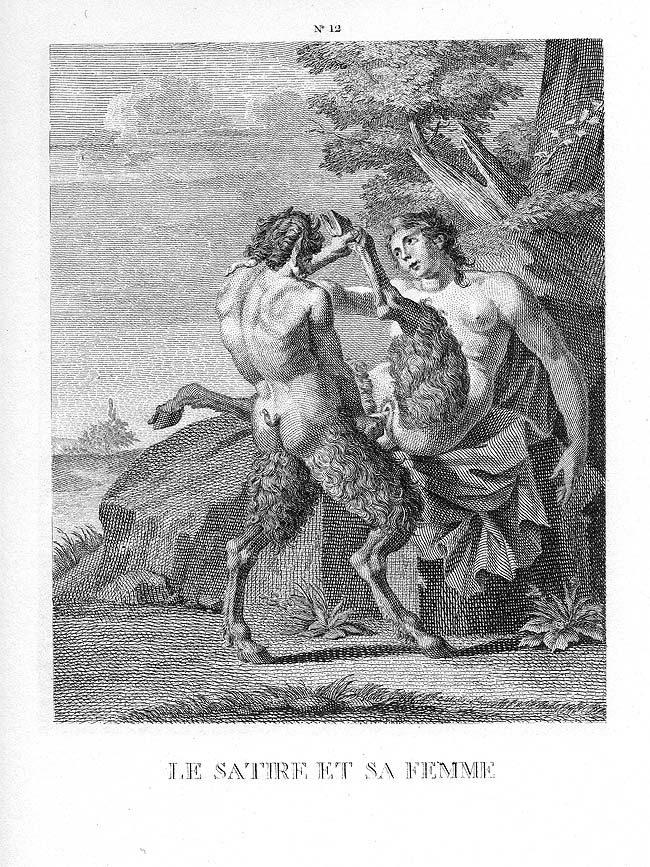
ساتير ينكح زوجته
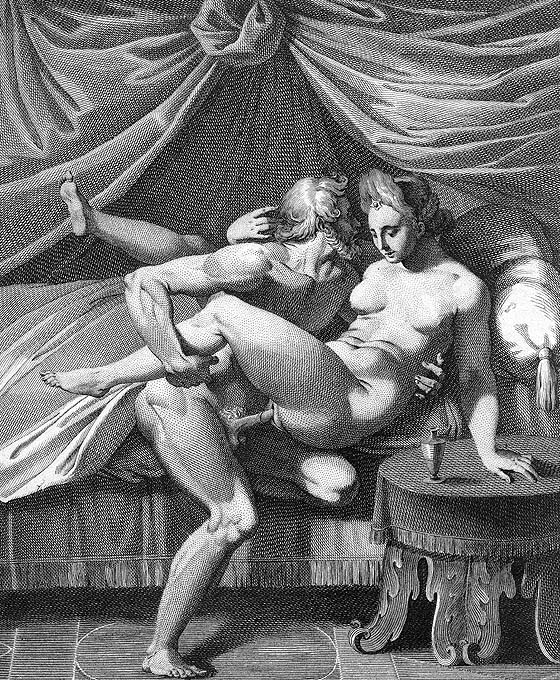
جوبيتير وزوجته
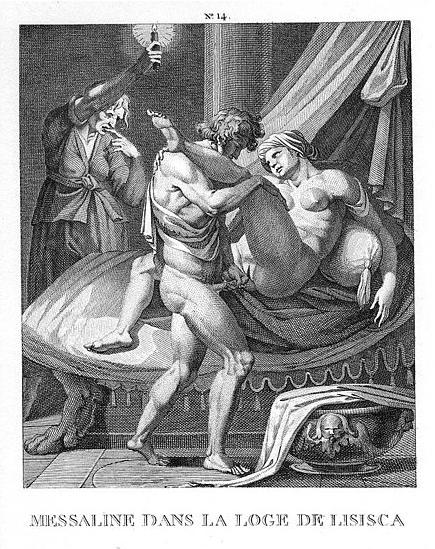
ميسالينا في الماخور
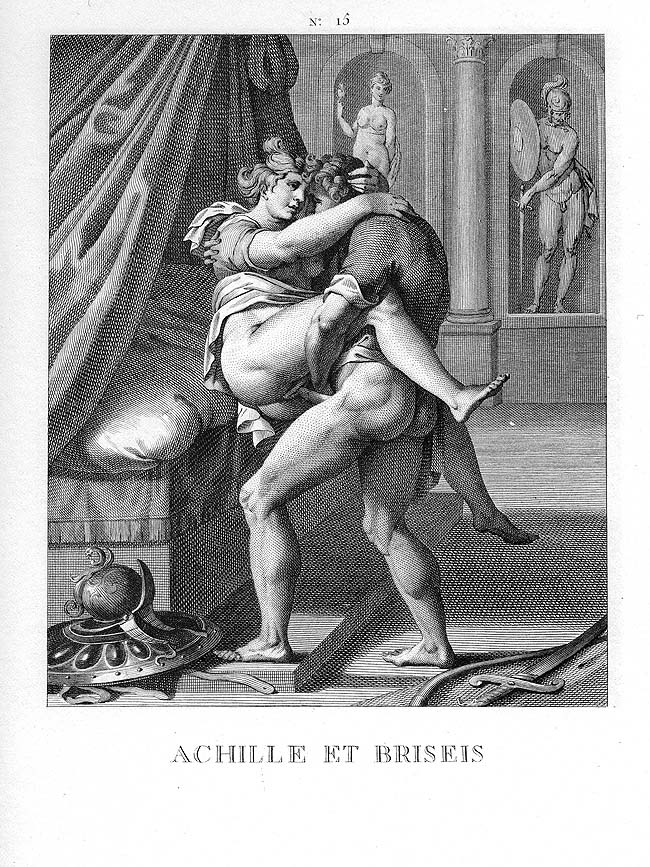
أخيل وبريسيس
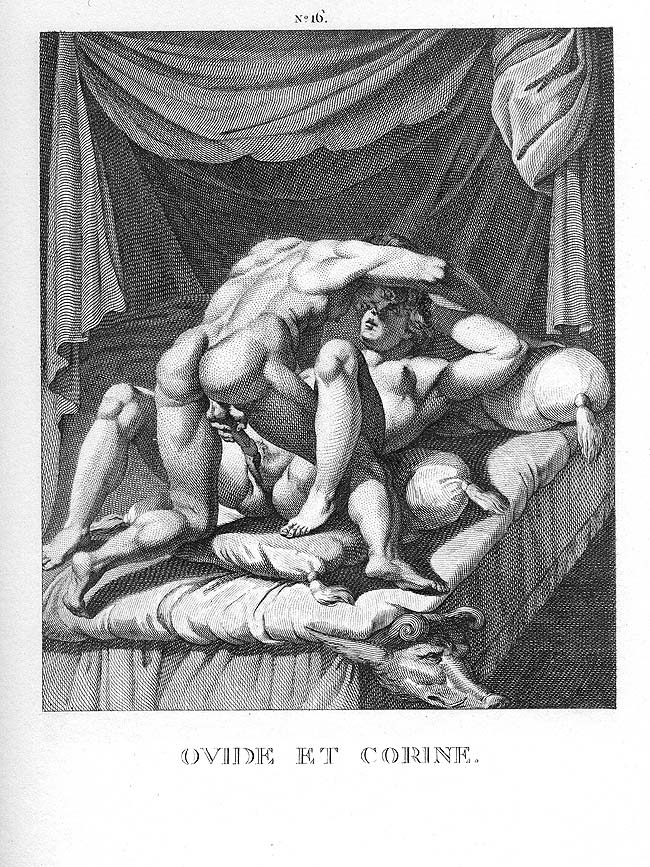
أوفيد وكورينا
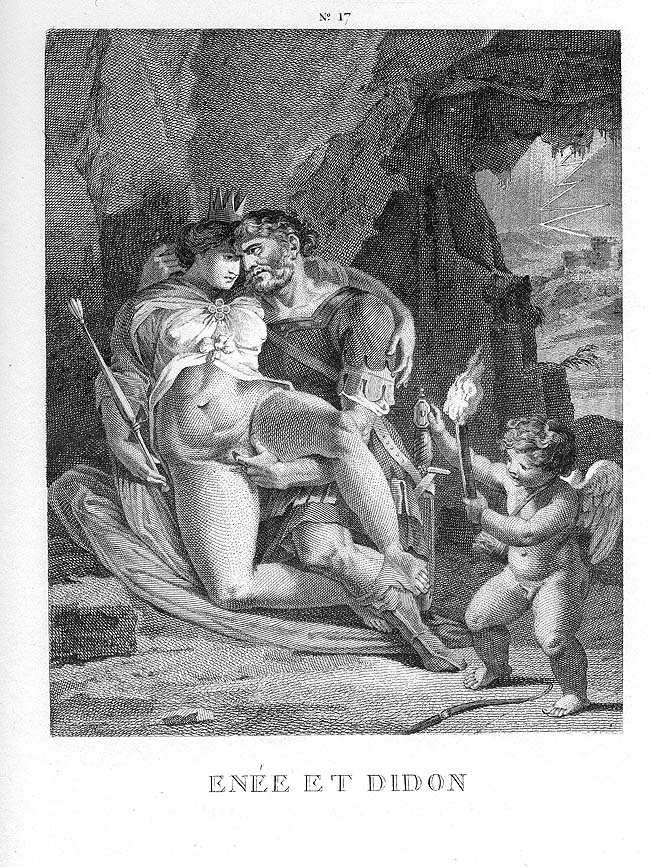
ديدو وأينياس
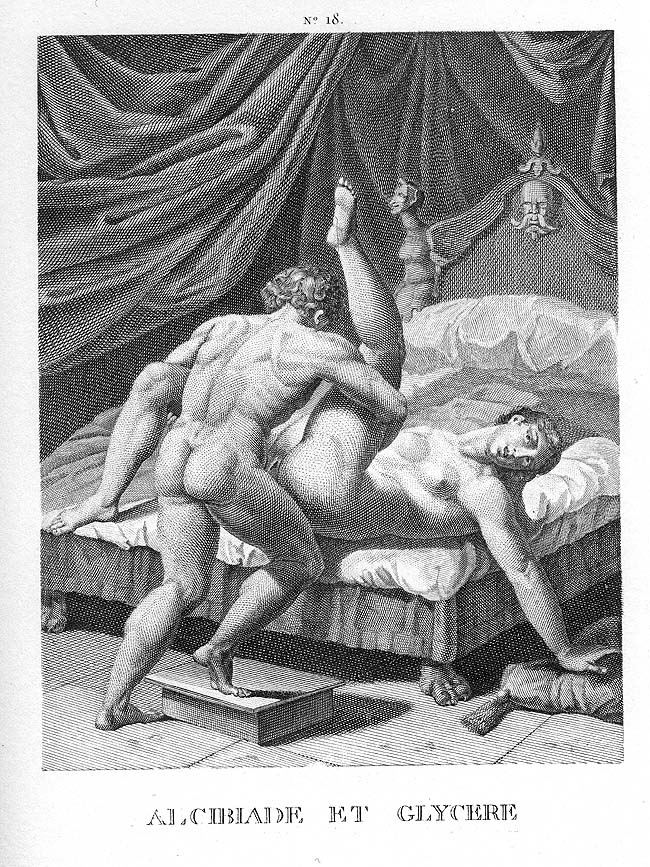
ألسيبياد وعشيقته
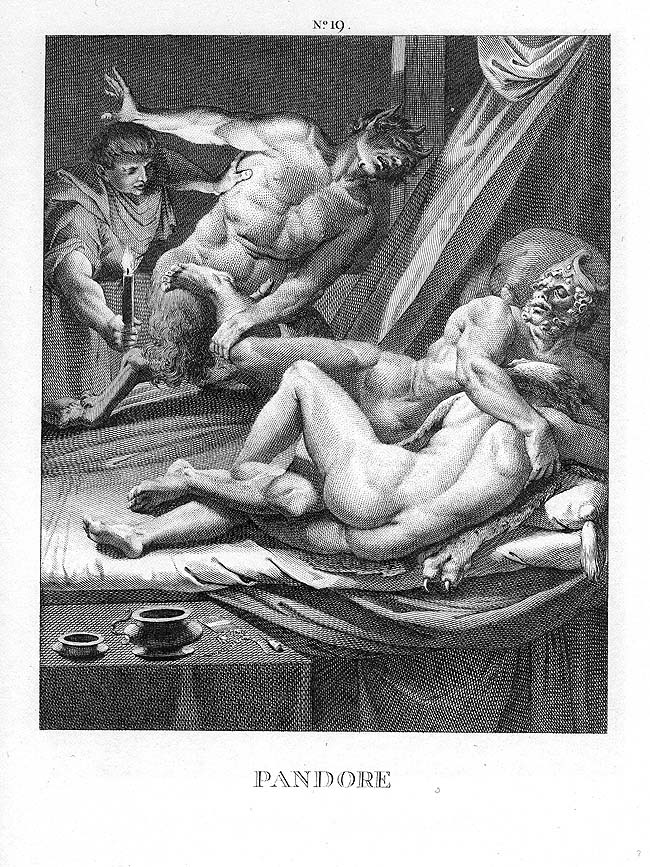
باندورا وزوجها